# Problema del agua en la Ciudad de México
El Problema del agua en la Ciudad de México es una crisis que afecta a gran parte de la población de esta región. El problema de agua en la Ciudad de México se debe al uso ineficiente de los diversos servicios de agua y saneamientos dando paso a un problema de escasez en la región, provocada por la poca planeación urbana en la Ciudad de México. La demanda de agua ha ido aumentando debido al incremento poblacional que hay en la región;  una persona utiliza en promedio 300 litros al día de agua, siendo el doble de lo que consumen ciudades como Monterrey o Sao Paulo. El crecimiento industrial, la sobreexplotación y la contaminación son factores importantes para tomar en cuenta la escasez de agua en el Valle de México, afectando a las regiones adyacentes.
Debido a su localidad, el Valle de México, una problemática que se presenta es que con el paso del tiempo la Ciudad de ha ido hundiendo entre 6 a 28 centímetros al año provocando un incremento de fallas en las tuberías a las que no se les puede dar el servicio necesario conforme van apareciendo. Otra razón por las cuales hay una demanda más grande de agua en la región es debido al cambio climático; están las altas temperaturas y las sequías que hay en la zona. Como se mencionó anteriormente esto demanda mayor cantidad de agua, incrementando la demanda de agua requerida de las zonas de reserva y los costos.
De acuerdo a un reporte realizado por la PAOT y publicado por primera vez en 2004, afirmó que son diez delegaciones las que actualmente reciben agua por tandeo, estas son Álvaro Obregón, Coyoacán, Cuajimalpa, Gustavo A. Madero, Magdalena Contreras, Milpa Alta, Tláhuac, Tlalpan. Xochimilco e Iztapalapa, estas dos recibiendo una cantidad máxima de dos días a la semana.
En algunas delegaciones de la Ciudad de México, como Iztapalapa, los pozos de agua extraen líquido contaminado con minerales y químicos. Esto se puede ver reflejado en la salud de los residentes de esta delegación como sarpullidos o colitis. Por otro lado, en delegaciones como Tlalpan las pipas que proporcionan agua a los habitantes sacan el agua de las tuberías que están hasta a 300 metros de profundidad y a veces se necesitan más de 500 viajes para satisfacer la demanda de agua que los habitantes de esa delegación requiere.

## Agua contaminada en la Alcaldía Benito Juárez

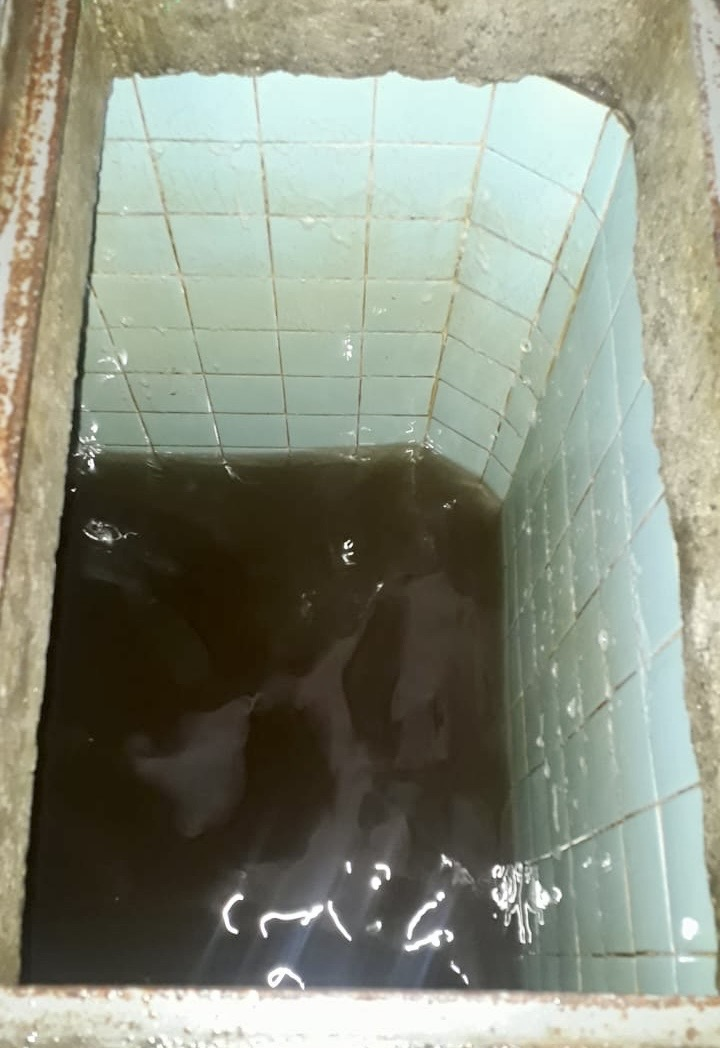
Cisterna con agua contaminada en la alcaldía Benito Juárez